# Powiat Hioki
Powiat Hioki (jap. 日置郡 Hioki-gun) – dawny powiat w Japonii, w prefekturze Kagoshima. Z dniem 1 stycznia 2005 roku liczył 68 112 mieszkańców i zajmował powierzchnię 356,83 km².

## Historia[2]

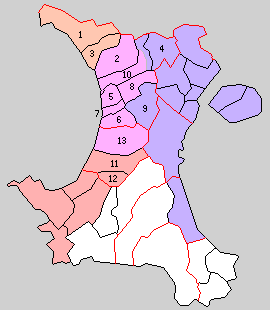
Powiat Hioki (1. do 10. – 1889 r.)

Powiat Hioki był częścią prowincji Satsuma.
- Powiat został założony 17 lutego 1879 roku. Wraz z utworzeniem nowego systemu administracyjnego 1 kwietnia 1889 roku powiat Hioki został podzielony na 10 wiosek: Kushikino, Higashiichiki, Nishiichiki, Kōriyama, Hioki, Nagayoshi, Yoshitoshi, Nakaijūin, Kamiijūin oraz Shimoijūin[3].
- 1 kwietnia 1897 – powiat Hioki powiększył się o teren powiatu Ata. (13 wiosek)
- 1 kwietnia 1922 – wioska Nakaijūin zdobyła status miejscowości i zmieniła nazwę na Ijūin. (1 miejscowość, 12 wiosek)
- 1 grudnia 1922 – wioska Izaku zdobyła status miejscowości. (2 miejscowości, 11 wiosek)
- 1 kwietnia 1930 – wioska Nishiichiki zdobyła status miejscowości i zmieniła nazwę na Ichiki. (3 miejscowości, 10 wiosek)
- 1 kwietnia 1935 – wioska Kushikino zdobyła status miejscowości. (4 miejscowości, 9 wiosek)
- 1 kwietnia 1937 – wioska Higashiichiki zdobyła status miejscowości. (5 miejscowości, 8 wiosek)
- 1 kwietnia 1937 – miejscowość Kushikino zdobyła status miasta. (4 miejscowości, 8 wiosek)
- 1 kwietnia 1955: (5 miejscowości, 5 wiosek)
  - w wyniku połączenia wiosek Hioki i Yoshitoshi powstała miejscowość Hiyoshi.
  - w wyniku połączenia miejscowości Izaku i Nagayoshi powstała miejscowość Fukiage.
- 30 września 1956: (7 miejscowości, 1 wioska)
  - w wyniku połączenia wiosek Ata i Tabuse powstała miejscowość Kinpō.
  - wioska Shimoijūin została podzielona: część została włączona do wsi Kōriyamy, część do miejscowości Higashiichiki i do miejscowości Hiyoshi. Pozostała część została włączona do miejscowości Ijūin.
  - wioska Kōriyama zdobyła status miejscowości.
- 1 kwietnia 1960 – wioska Kamiijūin zdobyła status miejscowości i zmieniła nazwę na Matsumoto. (8 miejscowości)
- 1 listopada 2004 – miejscowości Matsumoto i Kōriyama zostały włączone do miasta Kagoshima. (6 miejscowości)
- 1 maja 2005 – w wyniku połączenia miejscowości Ijūin, Higashiichiki, Hiyoshi oraz Fukiage powstało miasto Hioki. (2 miejscowości)
- 11 października 2005 – w wyniku połączenia miejscowości Ichiki i miasta Kushikino powstało miasto Ichikikushikino. (1 miejscowości)
- 7 listopada 2005 – w wyniku połączenia miejscowości Kinpō, miasta Kaseda, a także miejscowości Bonotsu, Kasasa oraz Ōura (z powiatu Kawanabe) powstało miasto Minamisatsuma[4]. W wyniku tego połączenia powiat został rozwiązany.